# فرشته نیستم
فرشته نیستم (به انگلیسی: No Angel)، نخستین آلبوم موسیقی دایدو است. که ابتدا در سال ۱۹۹۹ عرضه شد و علاقه‌مندان فراوانی در سال ۲۰۰۱ پیدا کرد. بنا بر گفتهٔ وب‌گاه رسمی او، فروش این آلبوم بیش از دوازده میلیون گزارش شده است.

## فهرست آهنگ‌ها
1. «Here With Me» (دایدو آرمسترانگ، پاسکال گابریل، پول استاتام) – ۴:۱۴
2. «Hunter» (د. آرمسترانگ، رالو آرمسترانگ) – ۳:۵۷
3. «Don't Think of Me» (د. آرمسترانگ، ر. آرمسترانگ، پول هرمن، پائولین تیلر) – ۴:۳۲
4. «My Lover's Gone» (د. آرمسترانگ، جیمی کتو) – ۴:۲۷
5. «All You Want» (د. آرمسترانگ، ر. آرمسترانگ، هرمن) – ۳:۵۳
6. «Thank You» (د. آرمسترانگ، هرمن) – ۳:۳۷
7. «Honestly OK» (د. آرمسترانگ، ر. آرمسترانگ، مت بنبروک) – ۴:۳۷
8. «Slide» (د. آرمسترانگ، هرمن) – ۴:۵۳
9. «Isobel» (د. آرمسترانگ، ر. آرمسترانگ) – ۳:۵۴
10. «I'm No Angel» (د. آرمسترانگ، گابریل، استاتام) – ۳:۵۵
11. «My Life» (د. آرمسترانگ، ر. آرمسترانگ، مارک بیتس) – ۳:۰۹
12. «Take My Hand» (د. آرمسترانگ، ریچارد دکرد) – ۶:۴۲